# Krnjice
Krnjice este un sat din comuna Bar, Muntenegru. Conform datelor de la recensământul din 2003, localitatea are 26 de locuitori (la recensământul din 1991 erau 57 de locuitori).

## Demografie
În satul Krnjice locuiesc 26 de persoane adulte, iar vârsta medie a populației este de 61,8 de ani (61,8 la bărbați și 61,9 la femei). În localitate sunt 17 gospodării, iar numărul mediu de membri în gospodărie este de 1,53.
Populația localității este foarte eterogenă.
|  |

| Demografie | Demografie | Demografie |
| An         | Locuitori  | Locuitori  |
| ---------- | ---------- | ---------- |
|            |            |            |
|            |            |            |
|            |            |            |
|            |            |            |
| 1948       | 336        |            |
| 1953       | 331        |            |
| 1961       | 288        |            |
| 1971       | 216        |            |
| 1981       | 108        |            |
| 1991       | 57         | 55         |
| 2003       | 26         | 26         |

| \| Componența etnică conform recensământului din 2003[2] \| Componența etnică conform recensământului din 2003[2] \| Componența etnică conform recensământului din 2003[2] \| Componența etnică conform recensământului din 2003[2] \| Componența etnică conform recensământului din 2003[2] \| \| ----------------------------------------------------- \| ----------------------------------------------------- \| ----------------------------------------------------- \| ----------------------------------------------------- \| ----------------------------------------------------- \| \| \| \| \| \| \| \| Muntenegreni \| Muntenegreni \| \| 15 \| 57,69% \| \| Sârbi \| Sârbi \| \| 10 \| 38,46% \| \| necunoscută \| necunoscută \| \| 0 \| 0% \| |              |  |    |        |
| Componența etnică conform recensământului din 2003 |              |  |    |        |
| |              |  |    |        |
| Muntenegreni | Muntenegreni |  | 15 | 57,69% |
| Sârbi | Sârbi        |  | 10 | 38,46% |
| necunoscută | necunoscută  |  | 0  | 0%     |